# Fernand Poignant
Pour les articles homonymes, voir Poignant.
Fernand (Paul Alexandre) Poignant, né le 24 février 1908 à Lavardin (Sarthe) et mort le 20 décembre 1988 à Saint-Calais (Sarthe), est un homme politique français.

## Biographie

### Carrière professionnelle
D'origine modeste, ce fils de cultivateurs fait ses études à l'école primaire supérieure de Loué, puis à l’École normale d’instituteurs du Mans. Il est professeur de cours complémentaire de 1929 à 1958. Il se marie le 23 août 1929 à Madeleine Leballeur. 

### Carrière politique
Il joue un rôle actif de premier plan dans la Résistance sarthoise durant la Seconde Guerre mondiale.
Il est maire de Saint-Calais de 1944 à 1983, conseiller général de la Sarthe, élu dans le canton de Saint-Calais, de 1945 à 1985 et président du conseil général de 1976 à 1979, ainsi que conseiller régional des Pays de la Loire de 1976 à 1985.  
Il est également membre du Parlement, d'abord comme député socialiste de la Sarthe, dans la 2e circonscription Le Mans-III Saint Calais, de 1958 à 1962, et sénateur de la Sarthe entre 1968 et 1977, rattaché au groupe socialiste.

## Décorations
Il est chevalier de la Légion d’honneur, en 1951, titulaire de la croix du combattant volontaire de la Résistance, en 1957, officier des Palmes académiques, chevalier de la Santé publique, en 1957, et du Mérite agricole, en 1963.

## Hommages
Des rues portent son nom dans la Sarthe, l'une à Saint-Calais, anciennement rue de Lucé, et une autre à Lavardin.